# Bistum Christchurch
Das Bistum Christchurch (lat.: Dioecesis Christopolitana) ist eine in Neuseeland gelegene Diözese der römisch-katholischen Kirche mit Sitz in Christchurch.
Das Bistum Christchurch in Neuseeland wurde am 5. Mai 1887 errichtet und als Suffraganbistum dem Erzbistum Wellington unterstellt.

## Bischöfe
- John Joseph Grimes SM (1887–1915)
- Matthew Joseph Brodie (1915–1943)
- Patrick Francis Lyons (1944–1950), später Weihbischof in Sydney, ab 1957 Bischof von Sale
- Edward Michael Joyce (1950–1964)
- Brian Patrick Ashby (1964–1985)
- Denis William Hanrahan (1985–1987)
- John Basil Meeking (1987–1995)
- John Jerome Cunneen (1995–2007)
- Barry Philip Jones (2007–2016)
- Paul Martin SM (2017–2021), dann Koadjutorerzbischof von Wellington
- Michael Andrew Gielen (seit 2022)